# Jürgen Warmbrunn

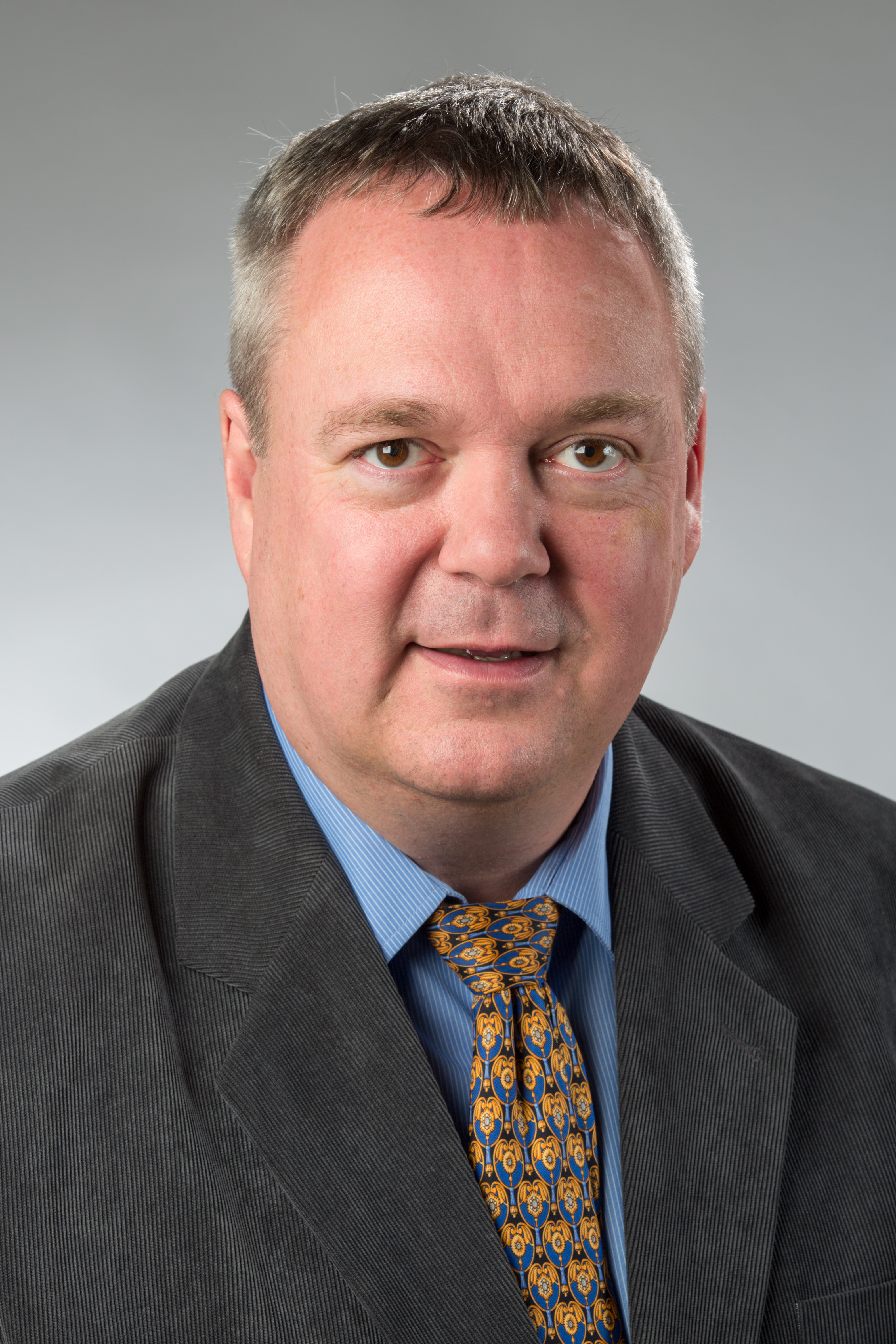
Jürgen Warmbrunn

Jürgen Warmbrunn (* 12. Dezember 1962 in Münster, Westfalen) ist ein deutscher Historiker mit dem Schwerpunkt Ostmitteleuropa.

## Ausbildung und beruflicher Werdegang
Jürgen Warmbrunn studierte Slavistik, Osteuropäische Geschichte, Anglistik und finnische Sprache und Literatur an den Universitäten Münster, Prag und Helsinki. Er promovierte 1992 in Münster. Von 1993 bis 1995 absolvierte er eine Ausbildung für den höheren Dienst an wissenschaftlichen Bibliotheken des Landes Baden-Württemberg in Konstanz und Köln. Von 1995 bis 1999 war er Erwerbungsleiter und Fachreferent für Sprach- und Literaturwissenschaft, Kunst und Musik an der Universitätsbibliothek der Europa-Universität Viadrina in Frankfurt an der Oder. Seit 1999 ist er Leiter der Forschungsbibliothek des Herder-Instituts in Marburg und dort seit 2005 stellvertretender Direktor und Vorstandsmitglied.
Warmbrunns Arbeitsgebiete umfassen die Bibliotheksgeschichte, insbesondere Ostmitteleuropas, die tschechische Literatur- und Geistesgeschichte des 19. und 20. Jahrhunderts, das russische akademische und kulturelle Leben der Zeit zwischen den beiden Weltkriegen in Deutschland und der Tschechoslowakei sowie das Leben und Werk Robert William Seton-Watsons.

## Gremien und Mitgliedschaften (Auswahl)
- 2002: Vorsitzender der Arbeitsgemeinschaft der Bibliotheken und Dokumentationsstellen der Ost-, Ostmittel- und Südosteuropaforschung
- 2004–2012: Vorsitzender der Arbeitsgemeinschaft der Spezialbibliotheken / Sektion 5 im DBV
- 2009: Secretary der Internationalen Arbeitsgemeinschaft Bibliotheca Baltica
- 2007–2013: Mitglied des International Advisory Board der Zeitschrift Solanus. International journal for the study of the printed and written word in Russia and East-Central Europe
- 2018: Mitglied des Redaktionsrats der tschechischen bibliothekarischen Zeitschriften Knihovna. Knihovnická revue und Knihovna plus
- 2018: Mitglied des Beirats der US-amerikanischen bibliothekswissenschaftlichen Zeitschrift Slavic & East European Information Resources

## Schriften (Auswahl)

### Monographie
- Englische lexikalische Entlehnungen im Wortschatz der tschechischen Gegenwartssprache. Lit Verlag, Münster [u. a.] 1994, ISBN 978-3-89473-753-5.

### Herausgeberschaften
- Winfried Irgang: Schlesien im Mittelalter. Siedlung – Kirche – Urkunden. Ausgewählte Aufsätze. Hrsg. von Norbert Kersken und Jürgen Warmbrunn, Marburg 2007.
- Kooperation versus Eigenprofil? 31. Arbeits- und Fortbildungstagung der ASpB e.V., Sektion 5 im Deutschen Bibliotheksverband, 25. bis 28. September 2007 in der Technischen Universität Berlin. Hrsg. von Ursula Flitner, Jadwiga Warmbrunn und Jürgen Warmbrunn, Karlsruhe 2008.
- Vychod k Baltijskomu morju. Karty i drugie informacionnye resursy Baltijskogo morja i pribreznych territorij. IX Mezdunarodnyj Simpozium [Biblioteka Baltika]; materialy simpoziuma, 23–24 oktjabrja 2008, Sankt Petersburg 2010.
- Die Kraft der digitalen Unordnung. 32. Arbeits- und Fortbildungstagung der ASpB e.V., Sektion 5 im Deutschen Bibliotheksverband, 22. bis 25. September 2009 in der Universität Karlsruhe. Hrsg. von Jadwiga Warmbrunn und Jürgen Warmbrunn, Karlsruhe 2011.